# أندرو كونينغهام سكوت
أندرو كونينغهام سكوت (بالإنجليزية: Andrew Cunningham Scott)‏ هو جيولوجي بريطاني، ولد في 16 فبراير 1952.